# Lola Chludová
Lola Chludová také Lola Chludová-Kornhuberová (13. července 1905 Město Albrechtice – 6. února 2000 Darmstadt) byla německá herečka.

## Život
Byla dcerou právníka a notáře Jana Radowana Chluda. Vyrůstala v Horním Benešově. V mládí navštěvovala humanitní gymnázium v Linci a tam také získala své první divadelní a herecké zkušenosti. V roce 1925 se provdala za novináře Arthura Kornhubera. Své první stále herecké angažmá získala v letech 1927 v Teplicích. Poté v rychlém sledu následovaly angažmá v Novém německém divadle v Praze a v divadle ve Vratislavi. V roce 1930 získala angažmá v Německém uměleckém divadle v Berlíně, ale hned v následujícím roce odešla do Vídně do místního Volkstheateru, kde byla až do roku 1933. V roce 1933 se přestěhovala do Královce, kde hrála v místním divadle Neues Schauspielhaus. V následujícím roce hostovala v Divadle na Vídeňce a po tři sezony působila také Komorním divadle v Mnichově (Münchner Kammerspiele), pod vedením Otto Falckenberga. Poté svojí divadelní kariéru přerušila a po rozvodu prvního manželství se 13. listopadu 1936 podruhé provdala za inženýra Friedricha Augusta Heumanna z Královce.
V dubnu 1931 během svého pobytu v Berlíně se poprvé objevila ve filmu Panik in Chicago, který se odehrával ve Spojených státech amerických a v němž ztvárnila tanečnici, která se stala vražednicí. Během pěti let se objevila v mnoha filmových rolích. Po narození svého prvního syna (1937) kariéru přerušila, druhý syn se narodil v roce 1942.
V pozdějších letech zjistila, jak je obtížné věnovat se své práci herečky a zároveň svým dětem, přesto se k práci vrátila. V únoru 1938 hostovala v divadle v Brémách. Během druhé světové války vystupovala v divadlech v Metách a Královci. Po válce se objevila v mnoha charakterních rolích v divadlech v Geře, Drážďanech, Lipsku, Lübecku. Od roku 1965 až 1986 zůstala již nastálo ve Státním divadle v Hannoveru (Niedersächsische Staatstheater Hannover).
Zemřela v roce 2000 v Darmstadtu.

## Film
- 1931: Panik in Chicago
- 1934: Der junge Baron Neuhaus
- 1935: Die Heilige und ihr Narr
- 1935: Hans im Glück
- 1936: Die Entführung
- 1936: Die Drei um Christine
- 1936: Standschütze Bruggler
- 1952: Osudy žen
- 1965: Der Fall Harry Domela (TV film)
- 1968: Der Fall Wera Sassulitsch (TV film)
- 1969: Die Dame vom Maxim (TV film)
- 1982: Heimkehr nach Deutschland (TV film)